# نشانه ترندلنبرگ
نشانه ترندلنبرگ (انگلیسی: Trendelenburg's sign) نشانه‌ای است که در افرادی با عضلات دورکنندهٔ مفصل ران ضعیف یا در فلج‌شده، از جمله ماهیچه سرینی میانه و ماهیچه سرینی کوچک دیده می‌شود. این نشانه به افتخار جراح آلمانی فردریش ترندلنبرگ نام‌گذاری شده است. نشانه ترندلنبرگ اغلب با آزمون ترندلنبرگ که آزمایشی برای نارسایی عروقی در اندام تحتانی است اشتباه گرفته می‌شود.